# James Bowie

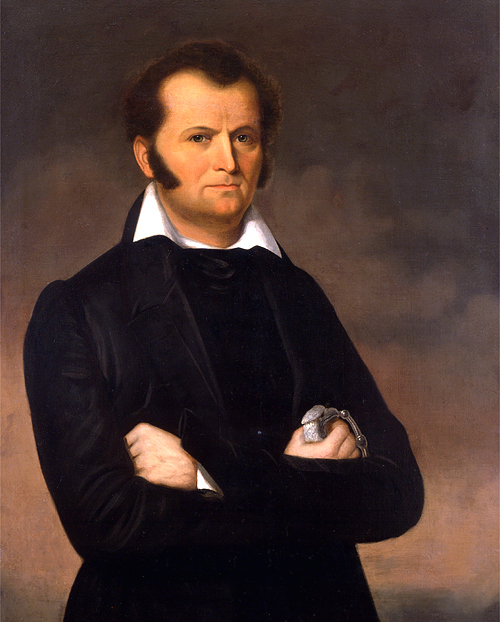
Jim Bowie

James Bowie (n. 10 aprilie 1796 - d. 6 martie 1836) a fost un aventurier american, erou al Războiului Texan de Independență. Numele său de familie a fost ales drept nume de familie al pseudonimului cântǎrețului britanic David Bowie (născut David Robert Jones).

## Scurtă biografie

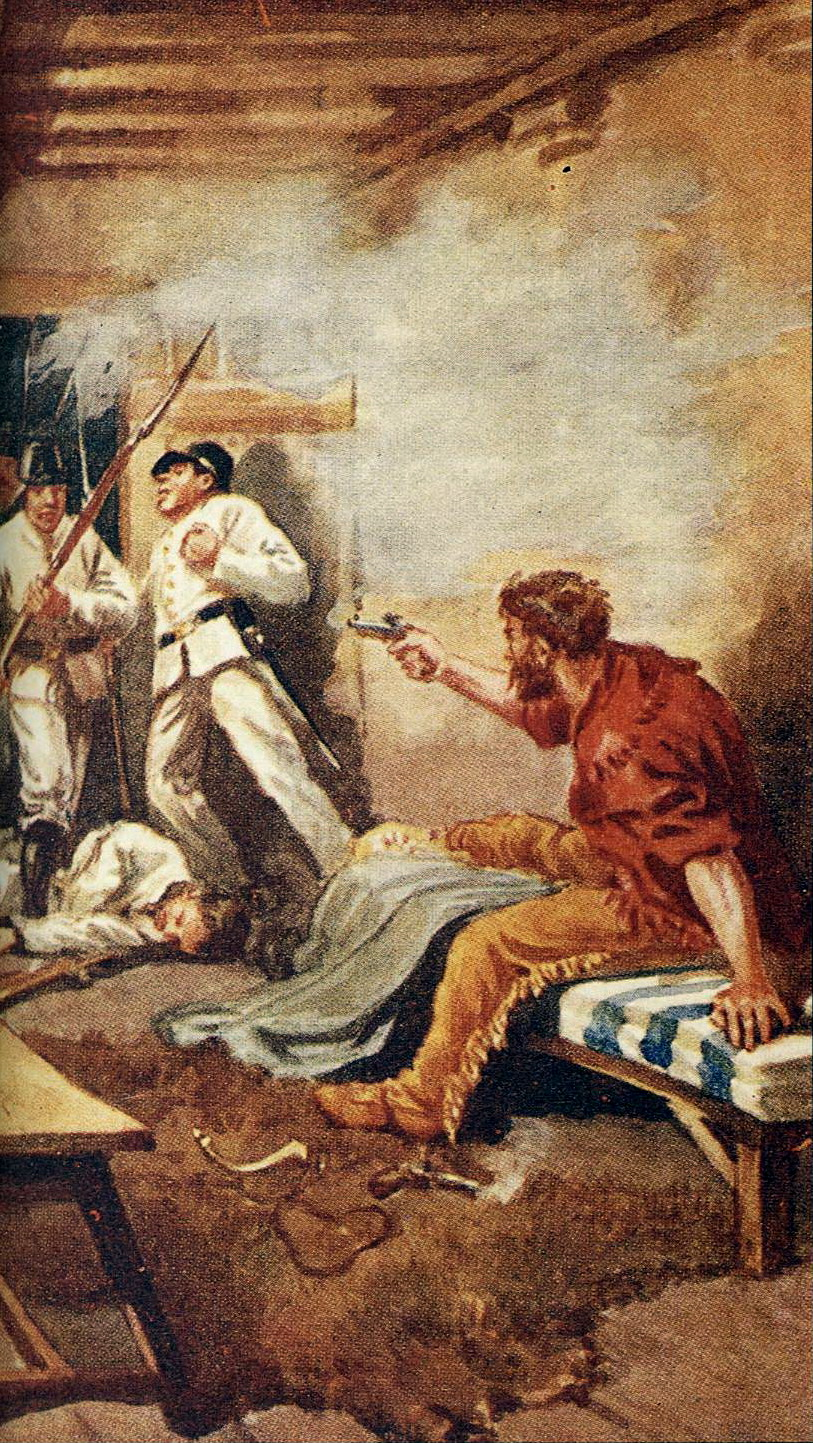
Această imagine îl reprezintă pe James Bowie în timpul asediului de la Alamo, rănit și țintuit la pat, apărându-se cu arma în mână împotriva soldaților mexicani — o scenă simbolică ce ilustrează curajul și sfârșitul eroic al acestuia, relevantă atât pentru biografia sa, cât și pentru contextul istoric al Revoluției Texane.

Nǎscut în statul Kentucky, Bowie și-a petrecut o mare parte din viațǎ în Louisiana, câștigându-și traiul prin revânzarea terenurilor și sclavilor, pe care îi procura de la Jean Lafitte din Galveston, statul Texas.
În 1827 a fost rǎnit de glonț și înjunghiat într-o luptă cu sheriff-ul din orașul Rapids Parish, pe care l-a omorât cu un cuțit de format deosebit.
În 1830 s-a mutat în Texas, cǎsǎtorindu-se cu fiica vice-guvernatorului și primind cetățenie mexicanǎ în anii dinaintea formării Republicii Texas. În timpul unui raid în căutarea  minelor pierdute San Sabo, Bowie și mai mulți tovarășii de ai săi au respins atacul unui detașament mare de indieni, câștigând astfel faimǎ în întregul Texas.
De la începutul luptei pentru independență a Texas-ului, Bowie a condus miliția locală, în Bătălia de la Concepción și așa-numita "Bătălia pentru Fân" din 1835. În 1836, Bowie a condus apărarea misiunii Alamo în San Antonio. Toți apărătorii localității au fost uciși în luptă. Bowie a fost țintuit la pat de boalǎ, dar înainte de moarte, conform tradiției, a încărcat arma înainte ca mexicanii sǎ nǎvǎleascǎ în camera lui.

## Biobliografie
- Manns, William (May-Jun 2004). «The Bowie Knife». American Cowboy 11 (1): 40-43.
- Janin, Hunt (2007). Fort Bridger, Wyoming. Jefferson: McFarland & Company. p. 138. ISBN 9780786429127.

1. 1 2  Jim Bowie, Find a Grave, accesat în 9 octombrie 2017
2. 1 2  James Bowie, SNAC, accesat în 9 octombrie 2017
3. 1 2  Jim Bowie, GeneaStar
4. ↑  James Bowie, Encyclopædia Britannica Online, accesat în 9 octombrie 2017